# Winfixer
Winfixer även WinFixer, WinAntiVirus, Errorsafe, SystemDoctor, DriveCleaner, ErrorProtector, WinAntiSpyware, SysProtect, WinSoftware, ECsecure och PrivacyProtector är bluff-antivirusvaror som sägs vara till nytta men det visar sig bara vara bluff. Det hela börjar med att det kommer upp ett poppuppfönster där det står att man har problem med sin dator och att datorn är slöare än vanligt, och man uppmanas att ladda ned ett av nämnda program. Om man laddar hem programmet, så skickar detta in nya virus hela tiden och det är svårt att ta bort virusen(et). Om man avinstallerar programmet så installeras det igen (installeras i gömda filer i datorn) och då krävs det avgifter och pengar från en.

## Popup
Programmen använder sig av javascript för att kunna få upp popup-fönstret på vissa webbplatser. Oavsett om man trycker på avbryt eller kryssrutan förs man över till deras egen webbplats. På den sajten görs nu en typ av test som säger att det har upptäckts till exempel fem virus på ens dator, men allt är påhittat för att lura användaren att ladda ner bluffprogrammet. Försök att trycka Alt+F4 flera gånger eftersom många fönster kommer upp. I popupet för Errorsafe på svenska: Ett fel har upptäckts på din dator, vill du ladda ner Errorsafe gratis (rekommenderas), eller DriveCleaners popup på svenska: Flertal virus har upptäcks på din hårdvara, DriveCleaner är det programmet som kan ta bort de flesta virus och andra skadliga koder, ladda ner gratis nu.

## Trojaner
Programmen använder sig av trojanska hästar, de två farligaste är Vundo-trojanen och Trojan.Emcodec.E. De kan dock köras som Spyware.

## Problem
Programmet säger att program är skadade och vill att man skall reparera filen men det gör ingen skillnad, Programmet blockerar program/filer och gör att man inte kan öppna dem, även blockas filer hela tiden för att förstöra datorn och förhindra att man kommer in på dem. Programmet kan även koppla bort webbläsaren och gör att man inte kan koppla upp sig på internet eller så byter de startsida.

## Rootkits
WinAntiVirus och DriveCleaner används som Rootkits och smittar datorn utan att användaren vet om det. På grund av att datamaskar smittar ett Rootkit bildar det nya Rootkits med hjälp av datamasken som självreplikerar sig. Det gör datorn mycket seg (Kan även leda till en systemkrasch).

## Mönster
SystemDoctor och DriveCleaner visar varje timme att nya virus har hittats i datorn, eller att det blivit något fel i datorn. Datavirus dyker inte upp på datorn hela tiden, antingen dyker virus upp direkt eller senare i framtiden.

## Avinstallation
Det finns olika metoder att avinstallera programmet, men det är osäkert hur pass effektiva de är. Det populära antispywareprogrammet Spybot påstår sig kunna avinstallera det. Det finns även manuella guider om hur man avinstallerar det, såsom från Symantec och McAfee. Errorsafe kan även tas bort av antispionprogrammet SUPERAntispyware.